# Бабьогурски национален парк
Бабьогурски национален парк (на полски: Babiogórski Park Narodowy) е национален парк в Полша, Малополско войводство. Разположен е в южната част на страната, край границата със Словакия. Охваща северната и южна страна на планинския масив Бабя Гура, част от Западните Бескиди. Администрацията му пребивава в село Завоя.
Създаден е на 30 октомври 1954 година, с наредба на Министерския съвет. Първоначално заема площ от 1 637 хектара. През 1997 година площта му е увелидена до 3 391,55 хектара и е обграден от буферна зона с площ 8 734 хектара.

## Фотогалерия
- Общ изглед на Бабя Гура, с върховете „Диа̀бляк“, „Кошчю̀лки“, „Гу̀вняк“, „Кѐмпа“ и „Соколѝца“, както и седловината Бро̀на“
- Връх „Диабляк
- Поглед към Бабя Гура от Мосорни Грон
- Туристическа пътека
- Бабя Гура през зимата